# Päpstlicher Thronassistent

Wappenmuster eines päpstlichen Thronassistenten

Päpstlicher Thronassistent ist ein päpstlicher Auszeichnungstitel und ein Amt des Päpstlichen Hauses.

## Definition
Der Titel des Päpstlichen Thronassistenten ist ein unabhängig von den übrigen Päpstlichen Ehrentiteln existierender, besonderer Auszeichnungstitel und ein Ehrenamt innerhalb der Päpstlichen Familie, der so gut wie ausschließlich an Geistliche im Range eines Titular- oder Diözesanbischofs verliehen wurde.
Inhaber dieses Titels durften nach den Regeln der Kirchlichen Heraldik beiderseits zehn grüne Quasten (fiocci) und das Vortragekreuz eines Bischofs führen. Mit der Auszeichnung war ferner die Würde eines „Römischen Grafen (Conte Romano)“ verbunden.

## Nach der Reform 1968
Der Titel des Päpstlichen Thronassistenten wurde auch nach der Reform des Päpstlichen Hauses durch Papst Paul VI. (Motu Proprio Pontificalis domus, 1968) beibehalten. Die Päpstlichen Thronassistenten sollten, über die Ehrentitulatur hinaus, auch bei feierlichen nichtreligiösen Zeremonien des Papstes zum Einsatz kommen.
In dem Motu Proprio heißt es unter Abschnitt 7; § 9:

„Die Thronassistenten stehen dem Präfekten des Apostolischen Palastes zu Diensten. Sie haben bei feierlichen nichtreligiösen Zeremonien, von denen Abschnitt 4; § 3 handelt, den Gästen des Papstes die Ehrendienste zu erweisen. Sie haben insbesondere dafür zu sorgen, dass die verschiedenen Dienste, die den Laienmitgliedern der ‚Päpstlichen Familie‘ zugewiesen sind, in der rechten Ordnung ausgeführt werden.“

Die in Frage kommenden nichtreligiösen Zeremonien werden in § 3, wie folgt beschrieben:

„Die nichtreligiösen Zeremonien werden eingeteilt in offizielle Audienzen, z. B. wenn der Papst Könige, Staatsoberhäupter, Ministerpräsidenten oder Außenminister empfängt oder wenn er die diplomatischen Vertreter zur Überreichung ihrer Beglaubigungsschreiben beim Apostolischen Stuhl empfängt, und in Audienzen ohne offiziellen Charakter.“

Während der Titel des Päpstlichen Thronassistenten seit dem 16. Jahrhundert außer den Oberhäuptern der römischen Adelsfamilien Orsini und Colonna traditionell nur Geistlichen zugänglich war, sollte er laut dem Motu Proprio von 1968 zukünftig Laien vorbehalten sein. Allerdings wurde beispielsweise der Regensburger Bischof Rudolf Graber noch 1983 dazu ernannt.
Bereits um die Mitte der 1980er Jahre wurde unter Papst Johannes Paul II. die Verleihung des als Amt des Päpstlichen Hauses geltenden Titels eines Päpstlichen Thronassistenten eingestellt.

## Titelträger
Chronologische Liste von Päpstlichen Thronassistenten mit Jahr ihrer Ernennung:
- 1670: Gaspare Carpegna
- 1675: Orazio Mattei
- 1689: Sebastiano Antonio Tanara, Kurienkardinal und Kardinaldekan
- 1692: Giacomo Antonio Morigia, Erzbischof von Florenz bis 1699, 1699 bis 1701 Erzpriester der Basilika Santa Maria Maggiore, ab 1701 Bischof von Pavia
- 1693: Federico Caccia, bis 1699 Erzbischof von Mailand, 1695 Kardinal
- 1695: Lorenzo Fieschi, Erzbischof von Avignon, ab 1705 Erzbischof von Genua
- 1700: Francesco Pignatelli, ab 1703 Erzbischof von Neapel
- 1706: Ferdinando Nuzzi
- 1706: Lodovico Pico della Mirandola
- 1713: Pietro Luigi Carafa
- 1718: Camillo Cibo
- 1725: Niccolò Coscia, Kardinal
- 1728: Giuseppe Maria Feroni
- 1731: Giuseppe Spinelli
- 1759: Ferdinando Maria de Rossi
- 1760: Giovanni Carlo Boschi, Titularerzbischof von Athenae, später Kurienkardinal
- 1766: Giovanni Battista Caprara, Apostolischer Nuntius in Köln
- 1777: Alessandro Mattei, Erzbischof von Ferrara, Kardinal 1779
- 1777: Giuseppe Spina, Titularerzbischof von Korinth
- 1789: Cesare Brancadoro, Titularerzbischof von Nisibis und Apostolischer Nuntius in den Österreichischen Niederlanden, ab 1803 Erzbischof von Fermo
- 1800: Michele Di Pietro
- 1826: Ignazio Giovanni Cadolini, Bischof von Cervia, später Kardinal
- 1826: Giacomo Luigi Brignole
- 1833: Niccola Ferrarelli, Kurienbischof
- 1835: Moritz Fabian Roten, Bischof von Sitten
- 1839: Louis-Jacques-Maurice de Bonald, Kardinal, Erzbischof von Lyon
- 1839: Wilhelm Emmanuel von Ketteler, Bischof von Mainz
- 1840: Joseph Bernet, Erzbischof von Aix, später Kardinal
- 1842: Charles-Auguste-Marie-Joseph de Forbin-Janson
- 1843: Raffaele Fornari, Apostolischer Nuntius, später Kurienkardinal
- 1845: Giovanni Brunelli, päpstlicher Diplomat, später Kurienkardinal
- 1845: Sisto Riario Sforza, Erzbischof von Neapel und Kardinal
- 1846: Domenico Lucciardi, Kurienbischof, später Kardinal[3]
- 1847: Innocenzo Ferrieri, päpstlicher Diplomat, später Kurienkardinal
- 1848: Enrico Orfei, Bischof von Cesena, später Kardinal und Erzbischof von Ravenna
- 1854: Hl. Johannes Nepomuk Neumann, Bischof von Philadelphia
- 1854: Peter Joseph de Preux, Bischof von Sitten
- 1854: Heinrich Förster, Bischof von Breslau
- 1855: Giuseppe Andrea Bizzarri
- 1856: Anastasius Hartmann, Apostolischer Vikar von Bombay[4]
- 1858: Lorenzo Barili, Apostolischer Nuntius in Spanien, später Kurienkardinal
- 1860: Nikolaus von Weis, Bischof von Speyer
- 1866: Victor-Félix Bernadou, Bischof von Gap bis 1867, ab 1867 Erzbischof von Sens, später Kardinal
- 1875: Benoît-Marie Langénieux, Erzbischof von Reims
- 1878: Camillo Siciliano di Rende, ab 1879 Erzbischof von Benevent
- 1879: Johannes Evangelist Haller, Weihbischof in Trient
- 1880: Adrien Jardinier, Bischof von Sitten
- 1882: Johann Jakob Kraft, Weihbischof in Trier
- 1886: Domenico Maria Jacobini, Kurienkardinal
- 1886: Franz Bernert, Präfekt von Meißen
- 1886: Antonius von Thoma, Erzbischof von München und Freising
- 1894: Ignacy Łobos, Bischof von Tarnów
- 1895: Johann Joseph Friedrich Otto Zardetti, Titularerzbischof von Mocissus und Offizial der Römischen Kurie
- 1896: Bernardo Herrera Restrepo, Erzbischof von Bogotá
- 1896: Michael Felix Korum, Bischof von Trier
- 1896: Guillaume-Marie-Joseph Labouré, Erzbischof von Rennes
- 1898: Andrea Aiuti, Kurienkardinal, Nuntius in Bayern und Portugal, Apostolischer Legat in Indien[5]
- 1899: Johannes Baptist Rößler, Bischof von St. Pölten
- 1899: Petrus von Hötzl, Bischof von Augsburg
- 1903: Friedrich Justus Knecht, Weihbischof im Erzbistum Freiburg im Breisgau
- 1906: Maximilian Gereon Graf von Galen Weihbischof in Münster
- 1910: Josef Georg Németh, Weihbischof in Csanád
- 1916: Lajos Rajner, Weihbischof in Esztergom
- 1917: Johannes von Euch, Apostolischer Vikar von Dänemark
- 1917: Giuseppe Gamba, Bischof von Novara, ab 1923 Erzbischof von Turin
- 1917: Maximilian von Lingg, Bischof von Augsburg
- 1917: Angelo Paino, Erzbischof von Messina
- 1924: Francis Mary Redwood, Erzbischof von Wellington
- 1925: Alois Benziger, Karmelit, Bischof von Quilon, Indien[6]
- 1925: Raymund Netzhammer, emeritierter Erzbischof von Bukarest
- 1925: Leopoldo Ruiz y Flóres, Erzbischof von Morelia
- 1926: Carlo Cremonesi, Kurienbischof, später Kardinal[7]
- 1926: Augustinus Kilian, Bischof von Limburg
- 1927: Franz Rudolf Bornewasser, Bischof von Trier
- 1928: Ismael Perdomo Borrero, Erzbischof von Bogotá
- 1928: Giustino Sanchini, Bischof von Fano
- 1928: Joseph Damian Schmitt, Bischof von Fulda
- 1929: John Joseph Swint
- 1929: Alois Hudal, Titularbischof von Aela
- 1929: Johannes Poggenburg, Bischof von Münster
- 1931: Hermann Wilhelm Berning, Bischof von Osnabrück, Apostolischer Vikar der Norddeutschen Mission
- 1931: Sigismund Felix von Ow-Felldorf, Bischof von Passau
- 1932: Augustin Henninghaus, Titularbischof von Hypaepa, Missionsbischof in China
- 1932: Christian Schreiber, Bischof von Berlin
- 1933: Johannes Maria Gföllner, Bischof von Linz
- 1936: Joseph Patrick Lynch, Bischof von Dallas
- 1936: Giuseppe Pizzardo, Kurienkardinal
- 1936: Iuliu Hossu, rumänisch-katholischer Bischof von Cluj-Gherla
- 1937: Konrad Graf von Preysing, Bischof von Berlin
- 1939: Henry J. Althoff
- 1939: Edward Daniel Howard
- 1939: Giacomo Montanelli, Erzbischof von Vercelli
- 1943: Ferdinand Stanislaus Pawlikowski, Bischof von Graz-Seckau
- 1943: Johann Evangelist Müller, Apostolischer Vikar, Bischof von Stockholm
- 1944: Viktor Bieler, Bischof von Sitten
- 1946: Joseph Otto Kolb, Erzbischof von Bamberg
- 1947: Adalbero Fleischer, Apostolischer Vikar von Mariannhill
- 1948: Simon Konrad Landersdorfer, Bischof von Passau
- 1948: Johann Baptist Dietz, Bischof von Fulda
- 1949: Alfonso Castaldo, Bischof von Pozzuoli, später Erzbischof von Neapel und Kardinal
- 1949: Michael Gonzi, Erzbischof von Malta
- 1949: Thomas Joseph Toolen, Bischof von Mobile
- 1953: Antonio María Barbieri, Erzbischof von Montevideo
- 1955: Urban John Vehr, Erzbischof von Denver
- 1956: Peter Leo Ireton, Bischof von Richmond
- 1956: Peter Tatsuo Doi, Erzbischof von Tokio
- 1956: Lorenz Jäger, Erzbischof von Paderborn
- 1958: Edward Celestin Daly, Bischof von Des Moines
- 1958: Michael Keller, Bischof von Münster
- 1959: Thomas Arthur Connolly, Erzbischof von Seattle
- 1960: Heinrich Roleff, Weihbischof in Münster
- 1960: Marcel Lefebvre, Erzbischof von Dakar
- 1961: Joseph Ferche, Weihbischof in Köln
- 1961: Joseph Freusberg, Weihbischof in Fulda (mit Sitz in Erfurt)
- 1961: Johannes Neuhäusler, Weihbischof in München
- 1963: Ferdinand Piontek, Titularbischof von Barca, Kapitularvikar von Breslau (mit Sitz in Görlitz)
- 1978: Carl Joseph Leiprecht, Bischof von Rottenburg[8]
- 1983: Rudolf Graber, Bischof von Regensburg